# 1799 Koussevitzky
1799 Koussevitzky là một tiểu hành tinh được phát hiện tại ở Đài thiên văn Goethe Link gần Brooklyn, Indiana bởi Chương trình tiểu hành tinh Indiana. Nó được đặt theo tên the conductor Serge Koussevitzky.